# 王懋明
王懋明（？—？），字僅初，直隸蘇州府長洲縣人，明朝詩人。
讀書過目成誦，不樂仕進。裒撮舊聞，多所撰述，人有“經笥”之譽。與學士華察交好。僑居無錫縣期間，與華察、施漸、姚咨為“錫山四友”。